# Marie-Thérèse Noblet
Marie-Thérèse Augustine Noblet, née le 30 septembre 1889 à Signy-l'Abbaye dans les Ardennes et morte le 15 janvier 1930 à Koubouna, en Papouasie, est une missionnaire chrétienne française. De santé fragile, elle aurait été confrontée toute sa vie à des phénomènes paranormaux, elle a été également reconnue officiellement par l’Église catholique, en 1907, comme une des miraculées de Lourdes. Sa personnalité étonnante a été contestée.

## Biographie

### Origines familiales
Les Noblet  sont une famille de notables. Un des ancêtres de Marie-Thérèse est avocat sous l’Ancien Régime puis sous-préfet de Rethel pendant le Premier Empire. Ses descendants sont négociants puis industriels. Son grand-père, Nicolas Constant Noblet, emploie 300 ouvriers en 1847 dans son entreprise, notamment dans une filature ouverte à Signy-l’Abbaye. Son père, Charles-Constant, industriel lui-aussi, est maire de Signy-l’Abbaye et conseiller général. Marié une première fois et veuf, dix ans plus tard, il se remarie en 1887 avec Marie-Angèle Panis, de onze ans plus jeune que lui.
Marie-Thérèse est le deuxième enfant de ce couple. Elle est née le 30 septembre 1889. Son père meurt en 1894, alors qu’elle n’a que 5 ans, et sa mère peu de temps après, en janvier 1896. Elle est mise au pensionnat de l’Enfant-Jésus, chez des sœurs.

### Maladies et guérisons
Le soir de Noël 1896, alors qu’elle est chez son grand-père, elle est prise de vomissements et de douleurs. Une péritonite est diagnostiquée. L’extrême-onction lui est donnée, mais elle guérit neuf jours plus tard.
À partir de 1901, elle est à nouveau profondément malade. Les traitements ne donnent rien. Finalement, elle devient  paralysée du côté gauche, victime d’une inflammation de la colonne vertébrale. Le Mal de Pott est diagnostiqué. Elle est plâtrée. Prise en charge par l’Institution Saint-Joseph d’Avenay, tenue par des religieuses et qui se consacrent habituellement à des vieillards, elle est emmenée en pèlerinage à Lourdes. Le 31 août 1905, à 15 ans, elle demande à comparaître au bureau des constatations où elle est déplacée.  Là, elle se lève et se met à marcher : elle est guérie. Le caractère miraculeux de cette guérison de Lourdes est officialisé par l’Église catholique trois ans plus tard.
En 1908, elle est prise d’une crise d’appendicite, refuse de se faire opérer. Elle reste alitée plusieurs semaines, puis se rend à Lourdes, sur les bords du Gave de Pau et à la Grotte où elle se sent soudainement guérie.

### Stigmates, visions, phénomènes paranormaux
À partir de 1912, elle est à nouveau victime de fréquents malaises. Elle est amenée en Suisse, puis à Paray-le-Monial et à La Salette. Les Ardennes étant envahie dès le mois d'août 1914, elle gagne Issoudun, Lourdes à nouveau, Toulouse, puis Château-Gombert, près de Marseille, dans une résidence mise à disposition des réfugiés ardennais.  Elle a 25 ans et est victime à nouveau, par période, d’inflammation de la moelle épinière. Elle se retrouve également dans des situations extatiques ou surnaturelles, atteinte par exemple de cécités temporaires. En janvier 1917, on la retrouve mystérieusement ficelée sur son lit. C’est à Château-Gombert qu’elle rencontre un ancien missionnaire, responsable de cette paroisse jusqu’à sa mort en 1920, revenant de Papouasie. Sa congrégation des missionnaires du Sacré-Cœur possède deux maisons à Château-Gombert. Marseille est pour cette congrégation la porte de la Papouasie. C'est là que  les missionnaires embarquent pour cette contrée, c'est par là qu'ils en reviennent.
De janvier  à avril 1921, elle subit à nouveau des crises. Elle a des visions et  porte des stigmates, sans saignement, prenant la forme d’une croix au niveau du cœur et d’une hostie au niveau du sternum, évoluant et se modifiant. Monseigneur de Boismenu, supérieur de la Mission de Papouasie, de passage à Château-Gombert dans la congrégation, s’intéresse à son cas et procède à des exorcismes.  Le 11 avril, elle se déclare complètement guérie et annonce sa volonté de partir en septembre pour la Papouasie.

### Missionnaire en Papouasie
Réussissant à vaincre les réticences de son entourage, elle part effectivement pour  l'île de la Nouvelle-Guinée. Elle croise durant son voyage Léon Bourjade, qui part également comme missionnaire pour la même région, et Paul Claudel, en route pour le Japon. Elle exerce sur place durant neuf ans, d’abord comme sœur indigène puis rapidement comme mère supérieure.  Elle  meurt le 15 janvier 1930, à Koubouna.

## Controverses
Dans les années 1930, les deux ouvrages des révérends pères Dupeyrat et Pineau font connaître la personnalité de Marie-Thérèse Noblet. Si son parcours comme missionnaire en Papouasie ne recueille que des échos élogieux dans la communauté catholique française, des questions sont émises sur les maladies, extases, stigmates également mises en exergue. André Pineau  parle d'une jeune femme dont «les premières années furent un martyre de presque toutes les heures» et évoque une «existence mystique», mais son récit provoque quelquefois de l'incrédulité. 
En 1937, un congrès de scientifiques catholiques se consacre à la théologie mystique et étudie durant une journée, à travers différentes interventions, les cas de Jean-Joseph Surin d'une part et de Marie-Thérèse Noblet d'autre part, en posant la question suivante : «dans quelle mesure la sainteté et la haute vie mystique sont-elles compatibles avec des troubles pathologiques ?» . Le philosophe Roland Dalbiez affirme que les épisodes surnaturels de la vie de Marie-Thérèse Noblet n'enlèvent rien à ses vertus héroïques en tant que missionnaire. Pour autant, les faits stigmatiques mis en avant pour cette personne lui donnent l'impression d'être le résultat d'«une idéation inconsciente qui n'a rien de transcendant, tout en pouvant servir de véhicule à l'action sanctifiante de la grâce». Le poids des preuves, suggère-t-il, devrait être proportionné à l'étrangeté des faits,. Le professeur Jean Lhermitte, de la Faculté de médecine de Paris, revient sur le parcours de Marie-Thérèse Noblet en France et met en doute qu'elle ait été atteinte du mal de Pott en 1905 : il précise que les convulsions, contorsions et paralysie du côté gauche ne touchent pas d'habitude les personnes atteintes de ce mal, et il relève qu'aucune radiographie n'a été effectuée. S’agissant de la guérison de 1908, il constate à nouveau que les symptômes mis en avant ne correspondent pas à une crise de l'appendicite. Sur les stigmates, il les considère comme «des accidents de nature névrosique ou mieux psychonévrosique à caractère hystérique»,.
La controverse rebondit après la Seconde Guerre mondiale, en 1956, avec la publication par Jean Lhermitte de son ouvrage Vrais et faux possédés. « Personne ne devrait ignorer » y écrit par exemple  le professeur Lhermitte à propos de Marie-Thérèse Noblet « que le ficelage d'un sujet par lui-même est le tour le plus commun de tout prestidigitateur ». Un échange s'instaure, par l'intermédiaire du journal Le Monde entre le docteur Lhermitte et le père Dupeyrat, qui a bien connu Marie-Thérèse Noblet en Papouasie. Celui-ci décrit une personnalité équilibrée, aux antipodes de celle imaginée par le médecin, et évoque une vie comparable à celle d'une « sainte ». Ce à quoi Jean Lhermitte répond : « Le fait d'être soi-disant possédée n'implique pas la notion de sainteté, mais elle n'y contredit pas. Pour moi, l'hystérie (pseudopossession) peut s'allier avec la sainteté. Je l'ai écrit à bien des reprises et le redit dans l'ouvrage mis en cause. Marie-Thérèse Noblet peut avoir montré les plus sublimes vertus, elle n'en a pas moins été victime de la névrose hystérique. ».

### Webographie
- (en) « Marie Thérèse Augustine Noblet », sur le site www.therealpresence.org.
- (en) James Griffin, « Marie Thérèse Augustine Noblet », sur le site adb.anu.edu.au.